# Frank G. Allen
Frank G. Allen (ur. 6 października 1874, zm. 5 października 1950) – polityk Partii Republikańskiej.
W latach 1925-1929 był zastępcą gubernatora, zaś w latach 1929-1931 piastował funkcję 51. gubernatora stanu Massachusetts. Był prezesem odnoszącej sukcesy firmy skórzanej w Norwood w stanie Massachusetts, zajmował się polityką lokalną i stanową. Główny  zwolennik rozwoju w Norwood (w hrabstwie Norfolk), ofiarowując ziemię i fundusze na przedsięwzięcia związane z przestrzeganiem praw obywatelskich. Był wielkim obrońcą wiary, zarówno jako mówca, jak i pisarz, zarówno w swoich dziennikach religijnych, jak i w debatach. Wydał The Old Path Guide, który ukazał się jako pierwszy w formie czasopisma. Przed śmiercią napisał Original Doctrinal Sermons, znane jako The Old Path Pulpit.